# Euricrate
Euricrate (in greco antico: Εὐρυκράτης?, Eurycràtes; Sparta, ... – 640 a.C. circa) è stato un re di Sparta della dinastia degli Agiadi.

## Biografia
Secondo Pausania ed Erodoto era figlio del predecessore Polidoro e padre del successore Anassandro.
Durante il suo regno, secondo Pausania, Sparta sarebbe stata in pace, senza scontri con Argo e senza che i Messeni, sottomessi nella prima guerra messenica, si ribellassero.